# 中國文化大學出版部
中國文化大學出版部，簡稱華岡出版部，是臺灣中國文化大學附設的大學出版社，1962年中國文化大學建校同時成立，出版方向為辭典、大學專業叢書、文藝叢書、地圖集、外文書籍與期刊等。曾榮獲行政院新聞局頒發「老字號金招牌」獎座，歷年出版品曾多次榮獲金鼎獎。成立至今已超過60餘年，是台灣少數持續發展之大學相關出版機構。

## 出版類別
主要出版共同科目教科書、哲學、宗教等20餘種類別。
|                                                                        |                                                                                            |                                                           |  |
| A.總類 B.哲學 C.中國與東方哲學 D.宗教 E.自然科學 F.應用科學 G.社會科學 | H.政治、法律與軍事 J.中國政治、法律與軍事 K.教育與禮俗 L.歷史 M.中國歷史 N.地理 P.中國地理 | Q.地圖 R.語文 S.中國語文 T.當代通俗文學 W.藝術 X.外文書刊 |  |

## 兩岸文化交流
- 高等教育出版社:《中國地理》
- 河南美術出版社:《中國書法通鑑》
- 科學出版社:《世界的資源與環境》
- 北京大學出版社:《孔學今義》
- 浙江大學出版社:合作出版《孔學今義》英文本[2]

## 獲獎
- 「哲學論集」書籍榮獲金鼎獎[3]
- 榮獲行政院新聞局頒發「老字號金招牌」獎座[4]。

## 外部連結
- 華岡出版部 （页面存档备份，存于）